# Beaufort-Orbagna
Beaufort-Orbagna es una comuna nueva francesa situada en el departamento de Jura, de la región de Borgoña-Franco Condado.

## Historia
Fue creada el 1 de enero de 2019, en aplicación de una resolución del prefecto de Jura de 14 de diciembre de 2018 con la unión de las comunas de Beaufort y Orbagna, pasando a estar el ayuntamiento en la antigua comuna de Beaufort.

## Demografía
Según los datos aportados en la resolución del prefecto de Jura, la comuna se crea con 1359 habitantes.

## Composición
| Comuna fusionada | Código INSEE | Población (2016) | Superficie (km²) | Densidad (hab./km²) |
| ---------------- | ------------ | ---------------- | ---------------- | ------------------- |
| Beaufort         | 39043        | 1127             | 13.11            | 86                  |
| Orbagna          | 39395        | 222              | 4.11             | 54                  |